# John Wrighton
John Wrighton   (Ilford, 10 de març de 1933) és un atleta anglès ja retirat, especialista en els 400 metres, que va competir durant la dècada de 1950.
El 1960 va prendre part en els Jocs Olímpics d'Estiu de Roma, on disputà dues proves del programa d'atletisme. Fou cinquè en els 4x400 metres, mentre en els 400 metres quedà eliminat en sèries.
En el seu palmarès destaquen dues medalles d'or al Campionat d'Europa d'atletisme de 1958. Als Jocs de l'Imperi Britànic i de la Comunitat de 1958 va guanyar una medalla de plata en els 4x400 iardes.

## Millors marques
- 400 metres. 46.3" (1958)[1][4]